# シバムラグループ
シバムラグループは、有限会社シバムラをはじめとする企業グループである。吉備高原都市を中心に活動。小売業、サービス業、建設業、不動産業、農林業等多角的に展開している。

## 概要
2012年10月、有限会社シバムラの前身である芝村商店からの創業100周年
株式会社吉備高原サツキ育英会の設立30周年
吉備高原リゾート株式会社の20周年
有限会社クサチの設立10周年
2014年6月、6社と1団体で全10事業所からなる。
現在のグループ代表は芝村啓三（有限会社シバムラ、株式会社吉備高原サツキ育英会、代表取締役）。
キャッチフレーズは「挑戦」「誠意」と「思い遣り」の心。創業者　芝村貞太郎（しばむら　ていたろう）の言葉　Honesty is the best policy.を掲げる。

## 沿革
- 1897年 芝村貞太郎が呉服小間物商をはじめる。
- 1932年 芝村商店として営業をはじめる。
- 1982年 有限会社シバムラを設立。代表取締役 芝村哲三
- 1982年 株式会社吉備高原サツキ育英会を設立。代表取締役 芝村啓三
- 1992年 吉備高原リゾート株式会社を設立。代表取締役 芝村啓三
- 2002年 有限会社クサチを設立。代表取締役 草地樹
- 2014年 イージー株式会社を設立。代表取締役 草地樹

## グループ企業
- 有限会社シバムラ（加賀郡吉備中央町）
- 株式会社吉備高原サツキ育英会
- 吉備高原リゾート株式会社
- 有限会社クサチ
- イージー株式会社
- 吉備中央会館N-JV